# Kiss My (Uh-Oh)
"Kiss My (Uh-Oh)" é uma canção gravada pela cantora e compositora inglesa Anne-Marie e do girl group britânico Little Mix, para o segundo álbum de estúdio de Marie, Therapy (2021). Foi lançada como quarto single do projeto em 23 de julho de 2021.

## Composição
"Kiss My (Uh-Oh)" é uma canção "divertida" derivada dos gêneros calypso-pop que dura dois minutos e cinquenta e sete segundos. Robin Murray dar revista Clash comparou a música às obras de Beyoncé. A música contém uma amostra de "Never Leave You (Uh Oooh, Uh Oooh)", um single de 2003 do rapper americano Lumidee.

## Recepção critica
Robin Murray da revista Clash chamou a música de "grandiosa" e "uma ode astuta e subversiva aos poderes da feminilidade". Michael Cragg do The Guardian referiu à amostra da música "Never Leave You (Uh Oooh, Uh Oooh)" como "muito divertida", mas sentiu que Anne-Marie estava "completamente dominada pelas convidadas Little Mix e seus vocais não desprezíveis".

## Vídeo musical
O videoclipe da música, dirigido por Hannah Lux Davis, foi lançado no mesmo dia do single. Inspirado na comédia Bridesmaids de 2011, apresenta o grupo recriando cenas selecionadas do filme, bem como uma cena com Anne-Marie e Jade Thirlwall em um clube, enquanto Perrie Edwards e Leigh-Anne Pinnock ficam em um quarto de hotel.

## Faixas e formatos
Download digital
1. "Kiss My (Uh-Oh)" – 2:57

Streaming - faixas bônus
1. "Kiss My (Uh-Oh)" – 2:57
2. "Our Song" – 2:43
3. "Beautiful" – 3:14

## Créditos e pessoal
Créditos adaptados do Tidal.
- Anne-Marie — vocais, escritora
- Little Mix — vocais
- Pete Nappi — escritor, produtor, engenharia, programação, guitarra, teclados
- Jacob Banfield — escritor
- Camille Purcell — escritora
- Steven "Lenky" Marsden — escritor
- Upsahl — escritora
- Mojam — produção, programação, efeitos sonoros, baixo, bateria, guitarra, percussão, sintetizador
- Lewis Thompson — produção adicional, teclados
- Cameron Poole — produção vocal
- Raphaella — produção vocal
- Stuart Hawkes — masterização
- Phil Tan — mixagem
- Bill Zimmerman — assistente de mixagem
- Paul Norris — engenharia

## Desempenho nas tabelas musicais
| País — Tabela musical (2020)       | Melhor posição |
| ---------------------------------- | -------------- |
| Irlanda (IRMA)                     | 20             |
| Nova Zelândia (Hot Singles – RMNZ) | 10             |
| Países Baixos (MegaCharts)         | 4              |
| Reino Unido (UK Singles Chart)     | 17             |

## Histórico de lançamento
| Região | Data                | Formato(s)                 | Versão        | Gravadora(s)       | Ref.        |
| ------ | ------------------- | -------------------------- | ------------- | ------------------ | ----------- |
| Várias | 23 de julho de 2021 | Download digital streaming | Original e EP | Major Tom's Asylum | [ 6 ] [ 7 ] |